# Zucker-Abrahams-Zucker
Zucker/Abrahams/Zucker (ZAZ) è un trio di cineasti composto da Jim Abrahams e i fratelli David e Jerry Zucker.

## Storia
I tre si incontrarono all'Università del Wisconsin-Madison e formarono il gruppo teatrale Kentucky Fried Theater. Con questo gruppo girarono il film comico a episodi Ridere per ridere (Kentucky Fried Movie, 1977), scritto da loro stessi e diretto da John Landis. 
Seguì il film di successo L'aereo più pazzo del mondo (Airplane!, 1980), da loro diretto, oltre che scritto e sceneggiato. In seguito, i ZAZ collaborarono alla creazione della serie televisiva Quelli della pallottola spuntata (Police Squad!, 1982), ai film Top Secret!, Per favore, ammazzatemi mia moglie e alla serie di tre film Una pallottola spuntata, basata sui personaggi di Police Squad!, da loro creati. Tutte queste produzioni si basano essenzialmente su parodie, gag visive e umorismo demenziale.

## Filmografia

### Registi
- L'aereo più pazzo del mondo (Airplane!, 1980)
- Quelli della pallottola spuntata (Police Squad!, 1982), serie televisiva
- Top Secret! (1984)
- Per favore, ammazzatemi mia moglie (Ruthless people, 1986)

### Sceneggiatori
- Ridere per ridere (Kentucky Fried Movie, 1977), regia di John Landis
- L'aereo più pazzo del mondo (Airplane!, 1980)
- Quelli della pallottola spuntata (Police Squad!, 1982)
- Top Secret! (1984)
- Una pallottola spuntata (The Naked Gun, 1988), regia del solo David Zucker